# BG42
L'acier BG42 (désignation complète "Lescalloy BG42 vim var" est un acier inoxydable propriétaire de Latrobe Speciality Steels, Pennsylvanie. Cet acier a été initialement conçu pour l'aéronautique pour les pièces à fortes sollicitations et les roulements. Il est également utilisé pour la coutellerie haut de gamme.
Il s'agit d'un acier martensitique produit par double fusion sous vide. « VIM VAR » indique Vacuum Induction Melted, Vacuum Arc Remelted soit fusion par induction sous vide et re-fusion par arcs sous vide. Latrobe est le premier producteur d'acier américain à avoir utilisé la technique de fusion par arcs. Ce procédé contribue à la pureté et à l'homogénéité du produit final. Cet acier est produit exclusivement par Latrobe.
L'acier présente un fort volume de carbures, notamment carbures de vanadium, ce qui se traduit par une forte résistance à l'abrasion qui contribue à la tenue du tranchant dans les applications de coutellerie.
La dureté de référence pour cet acier est de HRC60.
Composition type:
C:1.15
Mn:0.5
Cr:14.5
Si:0.3
Mo:4
V:1.2